# Pheidole spininodis
Pheidole spininodis är en myrart som beskrevs av Mayr 1887. Pheidole spininodis ingår i släktet Pheidole och familjen myror.

## Underarter
Arten delas in i följande underarter:
- P. s. bruta
- P. s. lucifuga
- P. s. pencosensis
- P. s. solaris
- P. s. spininodis

## Bildgalleri

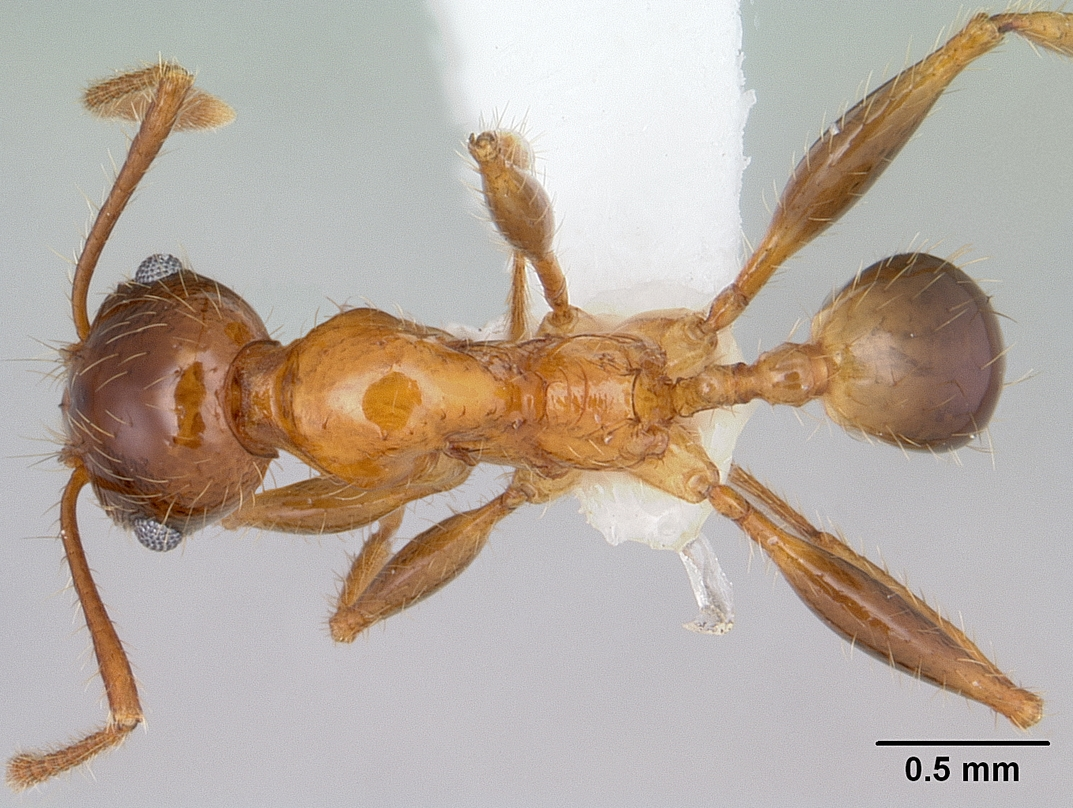
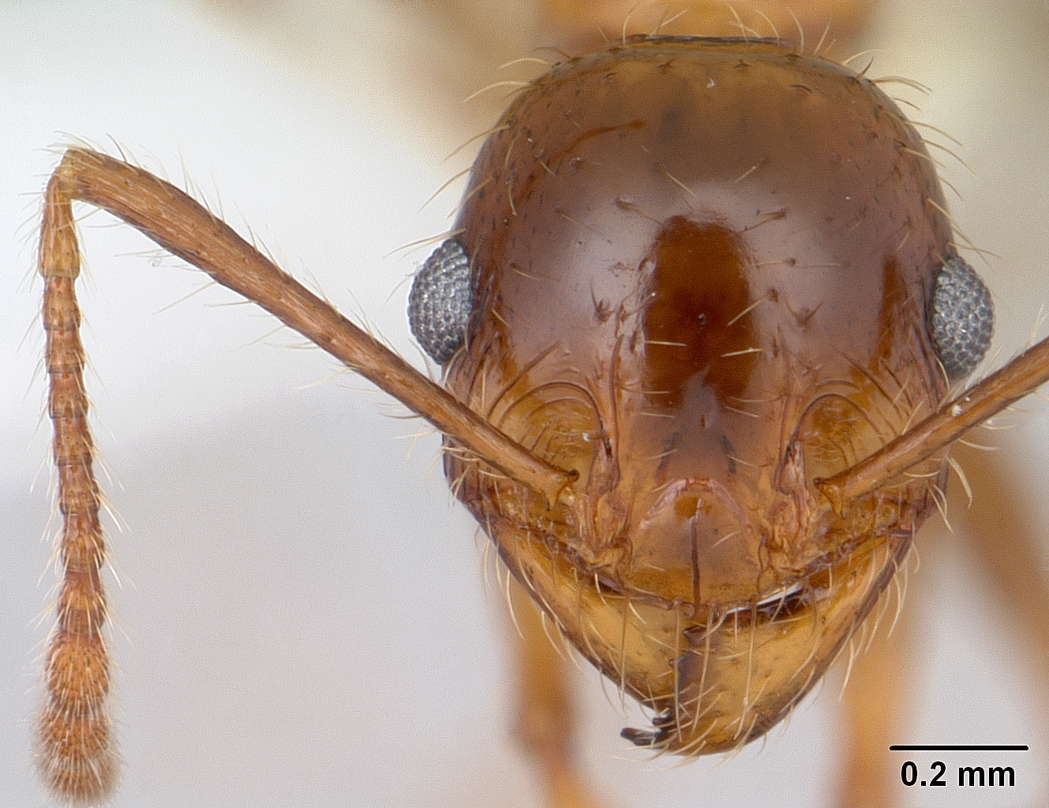
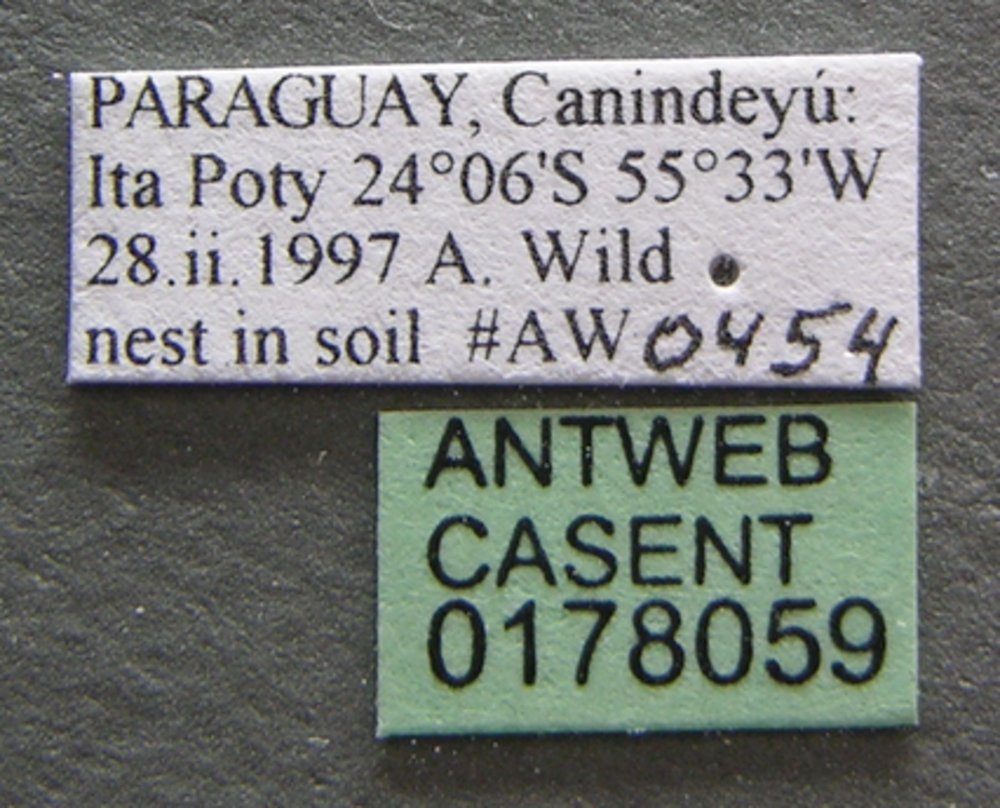